# 台湾女子サッカー・甲級リーグ
台湾女子サッカー・甲級リーグ（繁体字中国語: 台灣女子甲組足球聯賽、英語: Taiwan Ladies League）は、中華民国サッカー協会傘下で運営する、中華民国国内の女子サッカーリーグである全國女子足球聯賽（全国女子サッカーリーグ）における最高峰リーグであった。2013年度春季シーズンは主に7チームで戦い、秋季シーズンに1チームが加わる形で行われた。

## 歴史
1990年に発足。2011年までは春季にのみ女甲聯賽という名称でリーグが開催されていたが、2012年よりサッカー協会による女子サッカー競技力向上の意向もあり、名称をTLL全國女子甲組足球聯賽に改め、所属チーム数も6から8に増加、リーグも春季と秋季の2ステージ制で行われることとなった。
しかしながら、2014年 (民国103年) の台湾ムーランフットボールリーグ発足にともない廃止された。

## リーグ方式
リーグは3月から6月にかけて開催される第一循環と10月から12月にかけて開催される第二循環（第一ステージと第二ステージ）に分かれており、それぞれ二回戦総当りの集中開催方式で戦う。2013年度の会場は台北百齢球場を主に利用する。各ステージの成績を合計し、最上位のクラブが優勝チームとなる。

## 2012シーズン所属クラブ
| クラブ名   | 縁故地 |
| ---------- | ------ |
| ANL木蘭    | 高雄市 |
| 汐止俱楽部 | 台北市 |
| 台湾体大   | 台中市 |
| 台湾師範大 | 台北市 |
| 醒吾学院   | 新北市 |
| 醒吾中学   | 新北市 |
| 新北青女   | 新北市 |
| 嘉県永慶   | 嘉義県 |
| 楠梓高中   | 高雄市 |

## 歴代優勝クラブ
| シーズン   | 優勝       | 準優勝     | 3位         | 4位        |
| ---------- | ---------- | ---------- | ----------- | ---------- |
| 2011       | 台湾体大   | 醒吾学院   | Soccer Soul | 師大飛揚   |
| 2012年春季 | ANL木蘭    | 汐止倶楽部 | 台湾師範大  | 台湾体大   |
| 2012年秋季 | 台湾師範大 | 台湾体大   | ANL木蘭     | 汐止倶楽部 |
| 2013年春季 | 台湾師範大 | 汐止倶楽部 | 台湾体大    | ANL木蘭    |